# (1417) Walinskia
(1417) Walinskia est un astéroïde de la ceinture principale découvert le 1er avril 1937 par l'astronome allemand Karl Wilhelm Reinmuth. Le lieu de découverte est Heidelberg (024). Sa désignation provisoire était 1937 GH.
Sa distance minimale d'intersection de l'orbite terrestre est de 1,730130 ua.